# Max Brandt
Max Brandt (1872 – ?) német nemzetközi labdarúgó-játékvezető.

## Pályafutása

### Nemzetközi játékvezetés
A Német labdarúgó-szövetség Játékvezető Bizottsága (JB) 1910-ben terjesztette fel nemzetközi játékvezetőnek, a Nemzetközi Labdarúgó-szövetség (FIFA) bíróinak keretébe. A FIFA JB központi nyelvei közül a németet beszélte.Több nemzetek közötti válogatott és klubmérkőzést vezetett, vagy működő társának partbíróként segített. Az aktív nemzetközi játékvezetéstől 1910-ben búcsúzott.

## Magyar vonatkozás
A játékvezető három büntetőrúgást is ítélt, egyikből sem lett gól!
| Időpont        | Helyszín                 | Mérkőzés típusa         | Mérkőzés              | Eredmény | Nézők száma |
| -------------- | ------------------------ | ----------------------- | --------------------- | -------- | ----------- |
| 1910. május 1. | Hohe Warte Stadion, Bécs | 25. válogatott mérkőzés | Magyarország–Ausztria | 1 : 2    | 7 000       |

## Külső hivatkozások
- Max Brandt. World Referee. [2014. október 21-i dátummal az eredetiből archiválva]. (Hozzáférés: 2012. április 2.)
- Max Brandt. footballzz.com. (Hozzáférés: 2012. április 2.)
- Max Brandt. footballdatabase.eu. (Hozzáférés: 2012. április 2.)
- Max Brandt. eu-football.info. (Hozzáférés: 2012. április 2.)
- Max Brandt. magyarfutball.hu. (Hozzáférés: 2014. október 21.)